# Река љубави
Река љубави (словен. Reka ljubezni) је словеначка теленовела, емитована од 2017. до 2019. године.
У Србији су прве две сезоне серије емитоване током 2019. године на телевизији Прва ворлд.

## Синопсис
Фотографкиња Ирена Рот сели се у Крку са својим вереником. Рок Слак, локални столар и љубитељ животиња забавља се са ветеринарком Мојцом Весел, а његов брат Блаз Слак ожениће се Наташом Жупан. Међутим, неко креће да подмеће пожаре и уноси страх становницима и ватрогасцима. Иако на први поглед изгледа идилично, место крије мрачне тајне...

## Епизоде
| Сезоне | Сезоне | Епизоде | Оригинално емитовање | Оригинално емитовање |
| Сезоне | Сезоне | Епизоде | Почетак емитовања    | Крај емитовања       |
| ------ | ------ | ------- | -------------------- | -------------------- |
|        | 1      | 75      | 4. септембар 2017.   | 25. децембар 2017.   |
|        | 2      | 75      | 5. март 2018.        | 20. јун 2018.        |
|        | 3      | 75      | 3. септембар 2018.   | 27. децембар 2018.   |
|        | 4      | 75      | 25. фебруар 2019.    | 28. јун 2019.        |

## Улоге
| Глумац                       | Лик             | Сезоне |
| ---------------------------- | --------------- | ------ |
| Лара Комар                   | Ирена Рот       | 1—4    |
| Тадеј Пишек                  | Рок Слак        | 1—4    |
| Воранц Бох                   | Блаж Слак       | 1—3    |
| Бернарда Оман                | Вида Слак       | 2—4    |
| Маријана Брецељ              | Марија Слак     | 1—4    |
| Лиза Марија Грашић           | Сара Ковач      | 1—4    |
| Бранко Штурбеј               | Бојан Медвед    | 1—4    |
| Мојца Функл                  | Соња Медвед     | 1—4    |
| Тимон Штурбеј                | Миха Медвед     | 1—4    |
| Дора Петреј                  | Зала Медвед     | 1—4    |
| Жан Перко                    | Миран Штамцар   | 1—2    |
| Сара Горше                   | Катја Мишмаш    | 1—2    |
| Блаж Валич                   | Јанез Смоле     | 1—4    |
| Теја Глажар                  | Ангелца Божић   | 1—4    |
| Маринка Штерн                | Тереза Божић    | 1—4    |
| Алеш Валич                   | Урош Лекић      | 1—4    |
| Ана Урбанц                   | Валентина Лекић | 1—4    |
| Блаж Сетникар                | Јан Дроле       | 1—4    |
| Барбара Крајнц Авдић         | Сања            | 2—4    |
| Домен Валич                  | Марк Сотлар     | 2—3    |
| Грегор Груден                | Гашпер Новак    | 1—4    |
| Иво Бан                      | Фердо Косовинц  | 3—4    |
| Барбара Жефран               | Бренда Мајцен   | 3—4    |
| Весна Кузмић                 | Петра Мајцен    | 3—4    |
| Уршка Тауфер                 | Маја Рот        | 2      |
| Владо Новак                  | Андреј Мајер    | 2—3    |
| Војко Белшак                 | Ерик Кос        | 1—4    |
| Јожеф Ропоша                 | Јоже Пирц       | 1—4    |
| Саша Павчек                  | Аленка Пирц     | 3—4    |
| Лудвик Багари                | Томаж Молек     | 1—4    |
| Ренато Јенчек                | Франц Весел     | 1—4    |
| Нина Иванич                  | Мојца Весел     | 1—4    |
| Рок Вихар                    | Данило          | 4      |
| Миха Родман                  | Дејан           | 4      |
| Ања Дрновшек                 | Наташа Жупан    | 1—2    |
| Танита Росе                  | Настја          | 1—3    |
| Луцијан Цетин Флоријан Цетин | Емил Слак       | 3—4    |
| Миша Фијавж Манца Фијавж     | Хелена          | 2—4    |